# فارنکومب
فارنکومب (به انگلیسی: Farncombe) یک روستا در بریتانیا است که در گودالمینگ واقع شده‌است.